# Dráma
Pour les articles homonymes, voir Drama.
Dráma (en grec moderne : Δράμα) est une ville grecque appartenant au dème et au district régional du même nom, dans la périphérie de Macédoine-Orientale-et-Thrace.
Selon le recensement de 2021, la ville compte 43 445 habitants.

## Histoire

### Antiquité
Durant l’Antiquité, la principale ville grecque de la région était Philippes, à dix-neuf kilomètres au sud-est de Dráma, qui n’était alors qu’un village thrace nommé Dravêskos (Δραβήσκος), où eut lieu en l’an 464 avant notre ère une bataille entre la tribu thrace locale des Édones, alliés du royaume des Odryses, et un contingent athénien, qui fut vaincu. En l’an 357 avant notre ère, Dravêskos devient une bourgade macédonienne et s’hellenise. À l’époque romaine, qui commence en l’an 148 avant notre ère, la ville, désormais Dravescus, devient un centre commercial et militaire le long de la Via Egnatia, et les thraces sont romanisés. La christianisation des populations grecque et romane est achevée au Ve siècle (construction de plusieurs basiliques) : Dráma fait désormais partie de l’Empire romain d'orient, que nous appelons byzantin. Elle avait subi des destructions lors de l’invasion des Goths et des Hérules, au IVe siècle, et en subit à nouveau au VIe siècle, à l’époque des invasions avares et slaves.

### Moyen Âge
L’arrière-pays est alors conquis par le premier Empire bulgare qui menace en permanence la Via Egnatia et s’en empare à plusieurs reprises : Dráma devient un enjeu stratégique par sa situation sur la route entre Constantinople et Thessalonique. Elle est alors fortifiée et incluse dans le « thème » byzantin du Strymon. En 1204, la quatrième croisade prend Dráma et la rattache au Royaume de Thessalonique (créé pour Boniface de Montferrat), un État latin que le despotat d'Épire reprend en 1224, avant la reformation de l’Empire byzantin par les Paléologue en 1246. À la fin du XIVe siècle et au début du XVe siècle, Grecs, Bulgares et Ottomans se disputent la possession de la ville, assiégée à plusieurs reprises, qui périclite. Elle est définitivement prise par les Ottomans de Murad II en 1393, et reste turque durant cinq siècles, avec une population dont une partie se convertit à l’islam : d’origine grecque, ce sont les ma'mīnīm ou linobambakis ; juive, ce sont les avdétis ; bulgare, ce sont les pomaques.

### Ère moderne
Soumis au haraç (double imposition sur les non-musulmans) et au devchirmé (enlèvement des enfants pour les janissaires), les chrétiens, eux, attendent leur salut de la renaissance de la Grèce et de la Bulgarie, mais sont divisés entre eux, et la domination ottomane se maintient jusqu’en 1912, lorsqu’à l’issue de la Première Guerre balkanique, Dráma, revendiquée par les Bulgares, est finalement rattachée à la Grèce. Les musulmans commencent alors à quitter la ville pour la Turquie, et les Bulgares pour la Bulgarie, progressivement remplacés par des Grecs d’Asie mineure (les Micrasiates) ou de la mer Noire (les Pontiques de Bulgarie). Le processus s’interrompt durant la première Guerre mondiale lorsque la Bulgarie occupe Dráma sans pour autant l’annexer, mais s'accélère après le traité de Lausanne de 1923 qui rend ces échanges de population obligatoires.
Pendant l’Occupation, Dráma est conquise en 1941 par la Wehrmacht mais c’est la Bulgarie qui l’annexe avec toute la Thrace égéenne. Le 29 septembre 1941 les insurrections grecques de Dráma et de Doxato sont férocement réprimées par l’armée bulgare. Fin 1944, la résistance grecque libère, au terme de sanglants combats, Dráma qui est, de plus, touchée après-guerre par la guerre civile grecque. Pas une famille n’a été épargnée par les violences, et nombreuses sont celles qui ont été entièrement massacrées ou chassées de la ville, qu’elles fussent celles de Grecs résistants, de Romaniotes livrés par les Bulgares aux nazis, de Bulgares jugés « collaborateurs » et exécutés lors de l’épuration, ou encore de Grecs communistes après la guerre civile.
Exsangue, la ville, loin des circuits touristiques, met des décennies à se relever, et à peine accède-t-elle à une certaine prospérité, que la crise financière des années 2010, due à la dérégulation mondiale et aux endettements de la Grèce, frappe Dráma, centre d’une région agricole à la qualité des sols et à la productivité limitées.

## Population
| 1981   | 1991   | 2001   | 2011   |
| ------ | ------ | ------ | ------ |
| 36 109 | 37 604 | 42 501 | 44 823 |

| 2021   | - | - | - |
| ------ | - | - | - |
| 44 257 | - | - | - |

## Économie
Avant la crise financière, l'industrie de Dráma était concentrée sur la production de textiles et de papier. Mais, depuis la chute du « Rideau de fer » et l'ouverture des frontières, la production est partie s'installer en Bulgarie. Ses activités actuelles reposent sur l'agriculture (plantations de tabac), les mines (de marbre surtout) et l'exploitation forestière. Son développement récent s'est tourné vers l'écotourisme.

## Transports

### Transport ferroviaire
La ville est desservie par la gare de Dráma (en) sur la  ligne de Thessalonique à Alexandroúpoli (en), avec des services quotidiens vers Thessalonique et Alexandroúpoli.

### Transport routier
Dráma est traversé par la route nationale EO12 (Thessalonique–Serrès–Kavála), la route nationale EO14 (Dráma–Xánthi) et la route nationale EO57 (Dráma–Exochí (el)).

## Culture
Depuis 1978, en septembre, un festival du court-métrage se déroule dans la ville.